# Казанский заговор (1863)

Руководитель казанского заговора Иероним Кеневич (справа)

Казанский заговор — попытка поднять военно-крестьянское восстание в Поволжье весной 1863 года, предпринятая по соглашению между руководителями польского восстания и членами тайного революционного общества «Земля и воля».
Одной из его целей было также отвлечь во время восстания в Польше и Литве карательные меры русских войск по отношению к повстанцам.
Сторонники немедленного революционного действия — польские революционеры, Комитет русских офицеров в Польше и часть членов московской организации «Земля и воля» — рассчитывали вовлечь крестьян в восстание авторитетом царской власти. Предполагалось, что центром восстания станет Казань (отсюда эта акция получила название «казанского заговора»).
В марте 1863 года в Москве был отпечатан подложный манифест якобы от имени императора Александра II и прокламации от имени «Временного народного правления», призывавшие народ к немедленному восстанию и созданию органов революционной власти для передачи всей земли крестьянам и осуществлению других революционных требований.
М. А. Черняк в марте 1863 г. обсуждал с казанскими землевольцами план захвата Казани. По замыслу заговорщиков, восстание, начавшись в Казанской губернии, должно было охватить Нижнее Поволжье, Урал, Дон, а затем соединиться с польским восстанием. Этот план был заведомо нереален, и большинство казанцев его не поддержало. Казанский заговор проводился вопреки воле Центрального и Казанского комитетов «Земли и воли», считавших организацию восстания несвоевременной.
По доносу провокатора Глассона в конце апреля заговор был раскрыт до его начала. Действия участников заговора были прерваны многочисленными арестами. 31 человек был предан военному суду, по приговору которого пять человек: инженер И. В. Кеневич, офицеры Н. К. Иваницкий, А. Мрочек, Р. И. Станкевич (6 июня 1864) и М. А. Черняк (11 октября 1865) были расстреляны, остальные отправлены на каторгу и в ссылку. Подверглись репрессиям и некоторые казанские землевольцы. В числе репрессированных были М. Шулятиков, И. Краснопёров, К. Лаврский, П. Алеев, Полиновский, Сергеев, Жеманов, Иван Орлов, М. К. Элпидин и другие.